# Synagoga w Jeszywas Chachmej Lublin

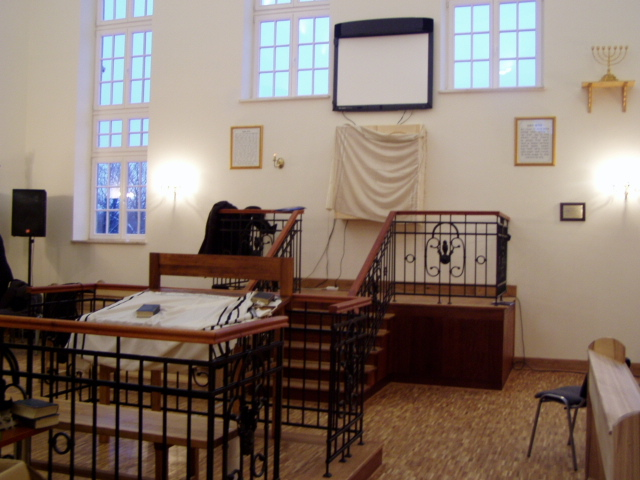
Widok na Aron ha-kodesz

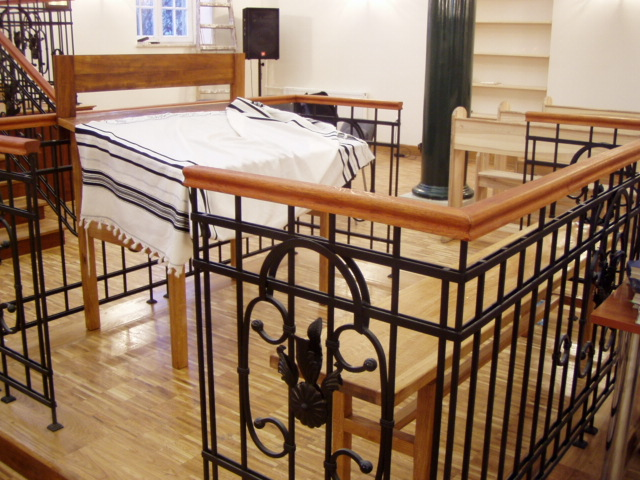
Bima

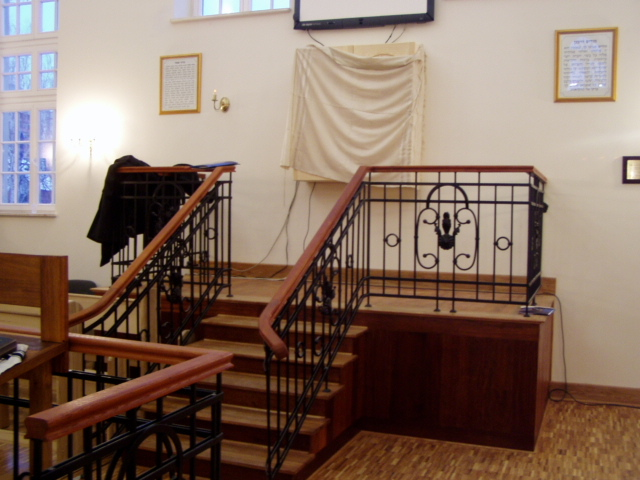
Aron ha-kodesz

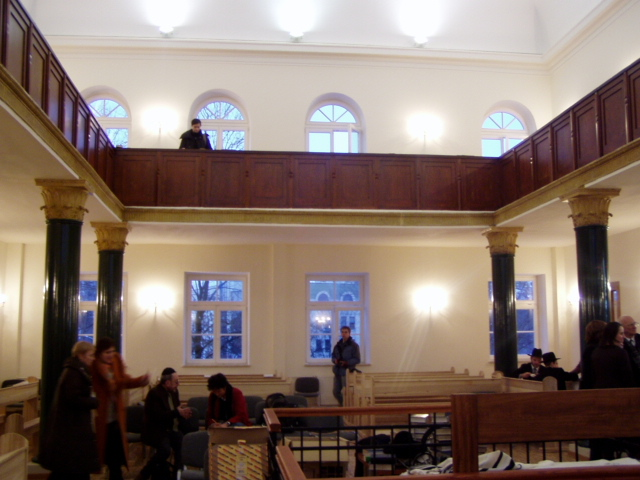
Widok na galerie dla kobiet

Synagoga w Jeszywas Chachmej Lublin – synagoga znajdująca się w Lublinie w budynku Jeszywas Chachmej Lublin, przy ulicy Lubartowskiej 85 (pierwotnie nr 57).

## Historia
Synagoga została zbudowana w 1930 roku wraz z całym kompleksem Jeszywas Chachmej Lublin. Poza funkcjami religijnymi pełniła też funkcję auli wykładowej jesziwy i mogła pomieścić ponad 200 studentów. Podczas II wojny światowej synagoga została zdewastowana przez hitlerowców, a jej wyposażenie zostało bezpowrotnie zniszczone oraz rozproszone.
Po zakończeniu wojny budynek jesziwy został przejęty przez Akademię Medyczną, która pomieszczenie po synagodze wyremontowała i dostosowała do potrzeb auli. Zmieniono wówczas kolorystykę ścian i kolumn oraz zamurowano okna znajdujące się na ścianie wschodniej.
Jesienią 2003 roku budynek został zwrócony Gminie Wyznaniowej Żydowskiej w Warszawie, która podjęła decyzję o remoncie i rekonstrukcji synagogi. Prace można było rozpocząć dopiero w maju 2005 roku, po opuszczeniu budynku przez Akademię Medyczną. Wymieniono przegniły strop, wiszący nad salą modlitewną na drewnianej konstrukcji nośnej, położono nowy parkiet. Na podstawie przedwojennych zdjęć odtworzono oryginalną kolorystykę kolumn, przywrócono okna na ścianie wschodniej, odtworzono bimę oraz schodki do Aron ha-kodesz, które otacza kuta balustrada i inne mniej znaczące elementy.
Na czas nie odtworzono jednak Aron ha-kodesz, na miejsce którego ustawiono prowizoryczną szafę oraz dwumetrowej średnicy żyrandol z 16 punktami świetlnymi. W połowie 2007 roku gmina żydowska zamówiła u snycerza oraz innych specjalistów brakujące elementy wnętrza.

### Ponowne otwarcie
Oficjalne otwarcie synagogi po remoncie nastąpiło 11 lutego 2007 roku. Była to pierwsza tego typu uroczystość w powojennej Polsce, ponieważ rekonstrukcja wnętrza synagogi została w całości sfinansowana przez polską społeczność żydowską.
Podczas uroczystości otwarcia przybito dwie repliki mezuz z wizerunkiem orła polskiego – jedną na drzwiach wejściowych do jeszywas, a drugą na drzwiach synagogi. Oryginał mezuzy został podarowany podczas otwarcia w 1930 roku przez cadyka z Czortkowa, Israela Friedmana. Następnie rabin Michael Schudrich wniósł zwoje Tory, które zostały ufundowane 17 czerwca 2005 roku przez mieszkających w Stanach Zjednoczonych Harleya i Marie Lippman z okazji bat micwy ich córki Juliet. Pierwotnie znajdowały się w synagodze Nożyków w Warszawie, a następnie 22 stycznia 2006 roku uroczyście wniesiono je do małej bożnicy na parterze Jeszywasu, po czym znowu wróciły do Warszawy. Fundacja Ochrony Dziedzictwa Żydowskiego przekazała synagodze pozłacaną menorę oraz tablicę pamiątkową poświęconą zagładzie lubelskich Żydów.
Na uroczystości przybyło ponad 600 osób, w tym przedstawiciele polskiej i zagranicznej społeczności żydowskiej, środowisk uniwersyteckich, kulturalnych i religijnych, naczelny rabin Polski Michael Schudrich, przewodniczący ZGWŻ Piotr Kadlčik, przewodniczący filii lubelskiej Roman Litman, Ambasador Izraela Dawid Peleg, arcybiskup Józef Życiński, prezydent Lublina Adam Wasilewski i przedstawiciele władz samorządowych, rabin Yehiel Kaufman z Boro Park na Brooklynie, Jehuda Widawski, mieszkańcy Lublina oraz inni goście.

### Odsłonięcie Aron ha-kodesz
4 listopada 2008 roku podczas uroczystych obchodów 75. rocznicy śmierci rabina Majera Szapiry, został uroczyście odsłonięty przez rabina Jisra’ela Me’ira Lau zrekonstruowany Aron ha-kodesz. Na uroczystość przybyli członkowie Gminy Wyznaniowej Żydowskiej w Warszawie, biskup pomocniczy lubelski Mieczysław Cisło, przedstawiciele władz samorządowych Lublina. Z koncertem wystąpił kantor z synagogi Park East w Nowym Jorku, Yitzchak Meir Helfgot.

## Wnętrze
Synagoga o powierzchni 200 m² ulokowana jest na wysokości drugiego i trzeciego piętra południowego skrzydła budynku. Jednoprzestrzenna główna sala modlitewna posiada galerię dla kobiet z wejściem na wysokości trzeciego piętra, na którą prowadzi też osobna klatka schodowa wydzielona z gmachu budynku. Wsparta jest ona na ośmiu zielonych, okrągłych, korynckich kolumnach, obiegających salę z trzech stron.
Na ścianie wschodniej znajduje się aron ha-kodesz, przed którym znajduje się podwyższenie otoczone kutą balustradą, na które wchodzi się po pięciu schodkach. Po lewej stronie szafy znajduje się niewielki ner tamid i tablica z hebrajską inskrypcją, a po prawej również tablica z hebrajską inskrypcją, pozłacana menora oraz tablica pamiątkowa w języku angielskim upamiętniająca zagładę lubelskich Żydów o treści:
This menorah, symbolizing the reborn State of Israel is a gift to jewish community in Lublin in memory of 40.000 Lublin Jews killed by Nazi Germans during World War II. On the day synagogue was rededicatet.
Na środku znajduje się kwadratowa, dwuwejściowa bima, otoczona również kutą balustradą. Dawniej w synagodze stał kilkumetrowy, ukoronowany polskim orłem ośmioramienny świecznik o wadze około 180 kg, który podarowała jesziwie gmina żydowska z Przemyśla. Całe wyposażenie wnętrza synagogi jest rekonstrukcją dokonaną na podstawie przedwojennych zdjęć.
Do dziś zachował się jedynie bogato haftowany parochet, który prawdopodobnie pochodził właśnie z tej synagogi. Przez wiele lat był przechowywany w synagodze Chewra Nosim przy ulicy Lubartowskiej 10. Obecnie znajduje się w mniejszej synagodze na parterze budynku. Zostanie przeniesiony w swoje pierwotne miejsce po wykonaniu nowego Aron ha-kodesz, który na podstawie archiwalnego zdjęcia zrekonstruowała architekt Sylwia Piechnik. Przedwojenne zdjęcie arki jest czarno-białe, dlatego nie wiadomo, jaki kolor miała pierwotnie drewniana skrzynia. Ostatecznie zdecydowano, że będzie zielono-brązowa, ale nie zabrakło również pozłacanych elementów. Szafa jest bogato zdobiona, głównie elementami roślinnymi.
W połowie 2008 roku zawieszono zrekonstruowany żyrandol, który jest wzorowany na tym, który wisiał w synagodze przed 1939 rokiem.

## Galeria

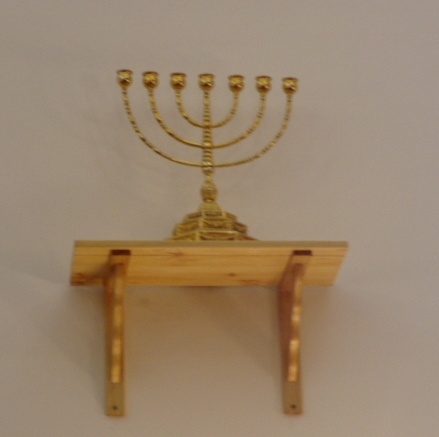
Menora
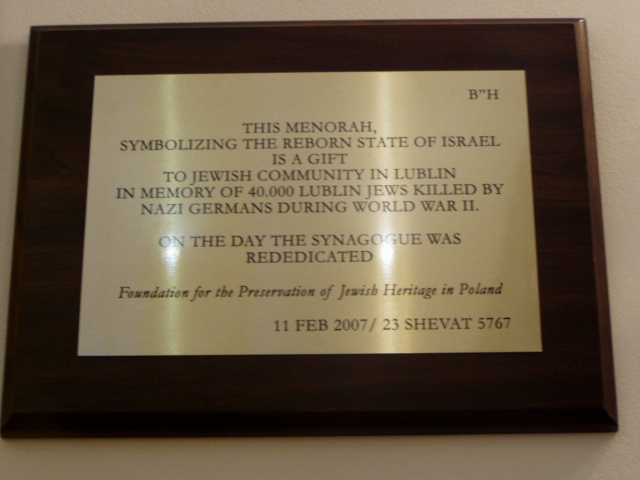
Tablica pamiątkowa
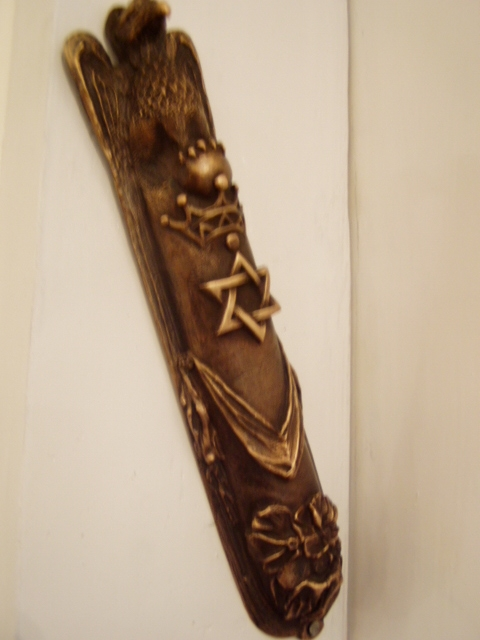
Mezuza
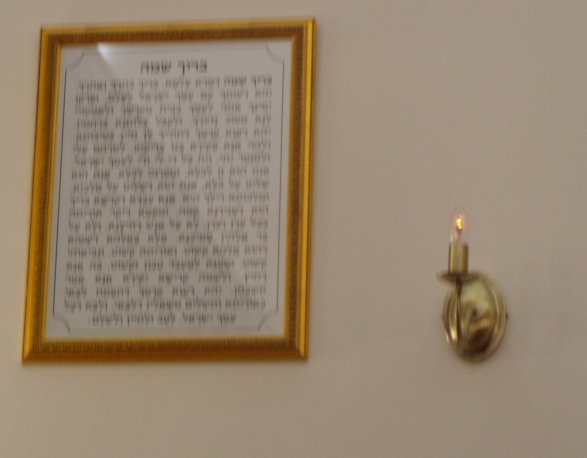
Ner tamid i inskrypcja
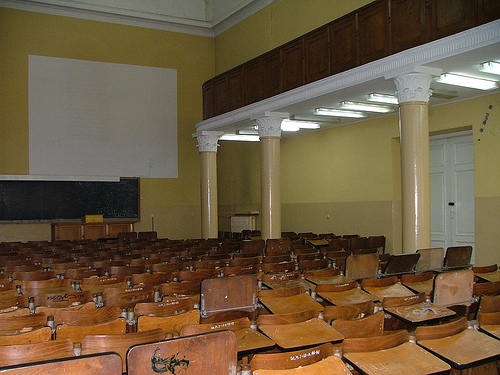
Synagoga jako aula Akademii Medycznej
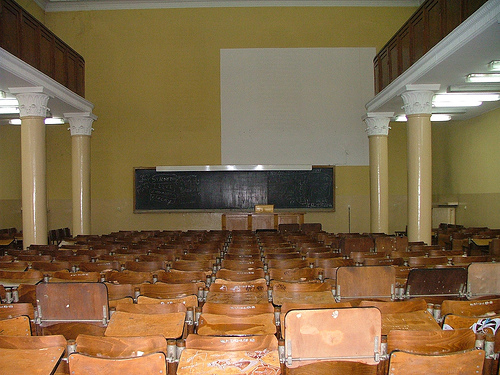
Synagoga jako aula Akademii Medycznej
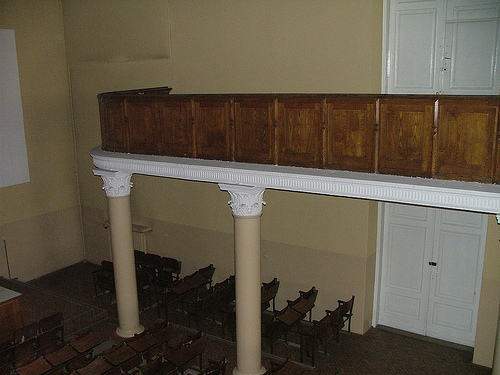
Synagoga jako aula Akademii Medycznej
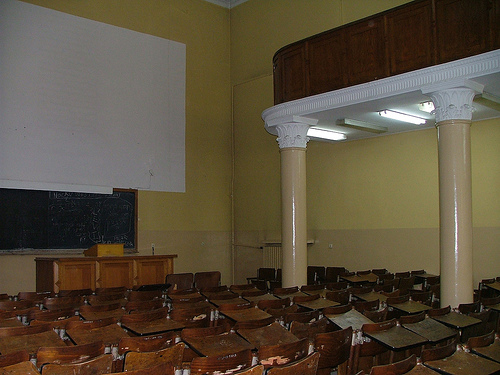
Synagoga jako aula Akademii Medycznej